# Janko Matúška

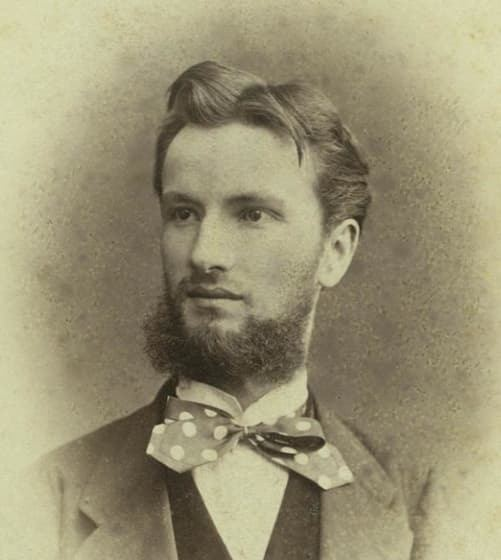
Janko Matúška

Janko Matúška (Dolný Kubín, 1 oktober 1821 – aldaar, 1 november 1877) was een Slowaaks dichter.
Matuska werd geboren in Dolný Kubín en studeerde onder andere in Presburg. Hij schreef onder andere het gedicht Nad Tatrou sa blýska (bliksem over de Tatra) dat het Slowaakse deel van het volkslied van Tsjecho-Slowakije werd, en het huidige Slowaakse volkslied.
- Biblioteca Nacional de España: XX5264341
- Gemeinsame Normdatei: 124097006
- International Standard Name Identifier: 0000 0000 5541 1545
- Library of Congress Control Number: no2017136457
- Nationale Bibliotheek van Tsjechië: jn20010316023
- Virtual International Authority File: 30462091
- WorldCat: E39PBJjxwbtqYgbmgHw6FFFHYP